# Impermeabilizante
Impermeabilizantes, são substâncias que detêm a água, fungos e bactérias (proteção) impedindo suas passagens, muito utilizados no revestimento de peças e objetos que devem ser mantidos secos e livres de contaminantes. Agem eliminando ou reduzindo a porosidade do material, preenchendo infiltrações e isolando a umidade do meio.
Na construção civil, são empregados no isolamento de fundações, pisos, telhados, lajes, paredes, reservatórios e piscinas.
Podem ter origem natural ou sintética, orgânica ou inorgânica. Dentre as naturais destaca-se a mamona, dentre as sintéticas o petróleo (altamente agressivo ao ambiente orgânico).
Existem vários tipos de impermeabilizantes. Hoje em dia um dos mais procurados é o impermeabilizante acrílico, por sua durabilidade (até 7 anos) e por ser completamente atóxico, podendo por isso ser usado em qualquer ambiente. Outro tipo de impermeabilizante é o atérmico, empregado para diminuir em até 80% a temperatura interna do ambiente.
Recomendações para se obter bons resultados ao impermeabilizar com produtos sintéticos de baixa performance:
- Regularizar a superfície com massa de cimento e areia fina peneirada, traço 1:3 (em volume), sem aditivos hidrófugos. (cuidado com por necessitar no mínimo de 1,5Mpa no arrancamento)
- Utilizar argamassa (Massa Industrializada) para regularização com baixa porosidade.
- Nunca aplicar nenhum tipo de impermeabilizante flexível em superfícies com umidade (de núcleo) ou inferior a 28 dias de hidratação do cimento, pois a evaporação da água contida na massa ou argamassa poderá causar bolhas na membrana do impermeável.
- A superfície a ser impermeabilizada deve estar limpa (isenta de pó), seca (no núcleo da peça após os 28 dias de hidratação do cimento e mais três dias de sol) e isenta de óleo ou graxa
- Os encontros das paredes com o piso e todos os ângulos retos verticais a serem impermeabilizados, devem ser boleados (meia-cana).
- O encontro das tubulações com o concreto devem ser boleadas com selantes flexíveis.
- Os rodapés deverão ser reforçados com estruturante. (dependendo do tipo de impermeabilizante utilizado)
- Os ralos devem receber um reforço de estruturante. (dependendo do tipo de impermeabilizante utilizado)